# 田邊圀男
田邊 圀男（田辺 国男、たなべ くにお、1913年9月24日 - 2005年12月19日）は、日本の政治家。位階は正三位。自由民主党衆議院議員、山梨県知事、鈴木改造内閣の総理府総務長官、沖縄開発庁長官を歴任したほか、田辺酒造店主でもある。

## 来歴・人物

### 出生
山梨県塩山市下於曽（現在の甲州市）に生まれる。造酒業を営む田辺家の次男。田邊宗英の甥にあたる。父の田邊七六は戦前に実業界から衆議院議員となった人物で、立憲政友会に所属し幹事長を務め、戦後も日本進歩党に所属し、自民党山梨県連初代会長を務め山梨県政に影響力を持っていた。

### 国政への進出
1938年（昭和13年）に早稲田大学政治経済学部を卒業し、1958年（昭和33年）に第28回衆議院議員総選挙において旧山梨全県区から立候補し初当選して以来、通算当選9回（当選同期に安倍晋太郎・倉成正・斎藤邦吉など）。初当選の際には同選挙区からは金丸信も初当選しており、当時の山梨県知事であった天野久に近く党主流（佐藤→田中派）でもあった金丸のほか、安定した選挙基盤を持つ内田常雄や堀内一雄（堀内光雄の父）らと鎬を削った。
1966年（昭和41年）には、当時懸案となっていた新東京国際空港を巡り、自民党政務調査会交通部会で中堅議員として長谷川峻らとともに現在の成田国際空港が位置する三里塚地区での建設について秘密裏に審議していたと言われる（成田空港問題）。

### 天野との対立・山梨県知事選への出馬
山梨県政では、1951年（昭和26年）の第二回知事選で、保革連合による支持を受けた民主党代議士の天野久が現職であった官僚出身の吉江勝保を破り、初の県人知事として当選した。天野県政では分裂していた保守派を統合して安定した政治基盤が築かれ、野呂川総合開発・新笹子トンネル・富士北麓開発など開発を重視した総合開発政策が実施されていたが、災害復旧や北富士演習場問題が懸案事項となっていた。県政後期には農政を巡る対立や、総合開発のため中央の自民党主流佐藤派との関係を深めていたことから党の対立構造が影響し、川島正次郎派（交友クラブ、自民党非主流）に属していた田辺は佐藤派の議員金丸信と対立していたこともあり、天野の多選反対を主張した。
1962年（昭和37年）の知事選では天野は前自民党県連会長で県農協政治連盟の星野重次を破って四選を果たした。天野県政の長期化に対し、国政でも自民党内から知事の多選反対論が噴出しており、田辺は堀内や前知事の吉江勝保（知事落選後は参議院議員に転身）らと共に天野の五選反対論を展開した。その次の知事選を控えた1967年（昭和42年）5月には日本社会党山梨県本部や農政連を中心に県政刷新連が組織され、10月の県議会議員選挙では天野派と反天野派が拮抗する状態となった。同月25日に組織された県政浄化同志会で田辺は副会長に選出され、さらにその同志会に自民党の多選反対派が合流したことにより保革連合が成立する。
刷新連の候補者選定では自民党の堀内のほか社会党の小林信一や星野重次らの名前が浮上するが、それぞれ保守派や革新派の支持が集まらず、県政浄化同志会の支持や年齢の点から田辺が候補者に選定される。田辺は、県政課題（北富士演習場の全面返還・平和利用、恩賜林開発における入会権の尊重など）に対し社会党主導で作られた刷新連の綱領や、副知事は革新派から選出することを条件に立候補を承諾した。
現職の天野は立候補の辞退を撤回して自民党の支持を受けて五選を目指し、第1次佐藤内閣解散に伴う総選挙と同時に行われた知事選に臨んできたが、田辺は10万票差で天野を破り、戦後の公選第三代知事に就任した。以来、1979年（昭和54年）まで3期12年務める。

### 田辺県政

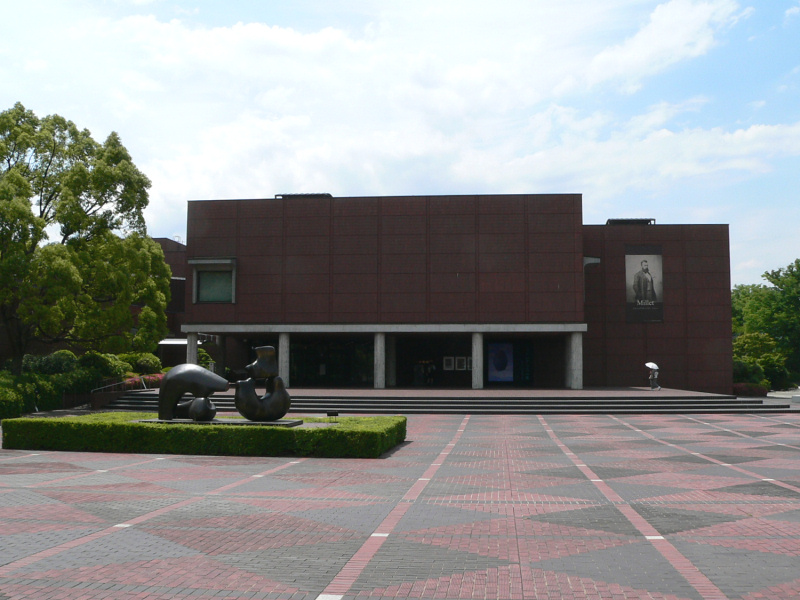
田辺県政時代に建設された県立美術館

高度経済成長期にあたる天野県政は「富める山梨」をスローガンに、経済第一主義で道路整備や工業団地造成など産業基盤整備に着手していたが、県内の工業生産は未だ発展途上にあり、一方では地場産業への打撃や開発に伴う環境問題や公害の発生も顕在化していた。
田辺県政においては自然環境の保全と両立した経済発展が望まれ、田辺県政は「健康山梨」をスローガンに環境保全に配慮した「グリーンプラン」を提唱し、後援会も「緑友会」とした。公害防止条例や一村一工場誘致、一兆円生産や100万人人口などを目標に掲げる。こうした田辺県政の方針により県有林の伐採が抑制されたため恩賜県有財産特別会計は赤字となり、林業に打撃を与えたため山間地域での過疎化が進行し、県有林の活用策が県政の争点となる。1971年（昭和46年）の知事選では刷新連の結束力が弱体化していたものの二期目の当選を果たし、山間部の観光開発を主眼とした「連峰スカイライン」構想を提唱するが、これには環境保護を巡って議論が起こった。
全面返還を公約とした北富士演習場問題は北富士演習場対策協議会（演対協）が政府や防衛庁との折衝にあたっていたが交渉は膠着しており、1969年（昭和44年）には県と政府の使用協定更新が迫っていた。占有期限の失効が迫ると同年7月には田辺と首相の田中角栄と会談し、国有地の払い下げや民政安定事業の積極措置を条件に既定方針を転換して使用協定を更新する。この協定により演習場問題は一段落するが、社会党勢力との連携が崩れることになった。
1975年（昭和50年）の知事選では、前々年のオイルショックの影響を受け産業基盤整備が遅延し、離反した社会党勢力による候補者擁立など不安要素はあったものの三選を果たした。不況が持続していた三期目では山梨県立美術館の建設や山梨県立県民文化ホールの着工（完成は望月県政期）などとソフト面を強調した県政を推進し、「文化不毛の地」と評されていた山梨県における文化事業の推進を行う。
県政末期には日本経済も安定成長期に入ったため県財政も好転し四期目を志向するが、この頃には金丸信は国政においても影響力を強めており、県政でも天野前知事の政治勢力を継承し県議会でも最大勢力となっていた。金丸派は四選阻止のため、社会党勢力と結束し副知事の望月幸明を対抗候補に擁立し、1979年（昭和54年）の知事選では1万2000票差で敗北した。

### 国政への復帰・晩年
その後は同年の総選挙で衆議院議員に戻り、鈴木善幸内閣の沖縄開発庁長官、総理府総務長官などを歴任した。自民党では、福田赳夫→安倍晋太郎→三塚博→森喜朗派（清和政策研究会）に所属し、田中派→竹下派の金丸信と政争を繰り広げた。1991年の山梨県知事選では金丸の推す元副知事の小沢澄夫に対して石和町長だった天野建（天野久の息子）を推した。自民など4党が推す小沢に対し、田辺は政党の推薦を受けない天野に草の根選挙を展開し、天野を当選させた。1993年の第40回衆議院議員総選挙で新党ブームの煽りを受けて落選するが、1996年の第41回衆議院議員総選挙で比例南関東ブロックにて返り咲く（このとき83歳）。1997年、勲一等旭日大綬章受章。2000年（平成12年）政界を引退。
2005年（平成17年）12月19日、老衰のため、甲州市の病院で死去。92歳没。

## 家族
叔父の田邊宗英（日本ボクシングコミッションの初代コミッショナーで後楽園ホールを経営する後楽園スタヂアム（現・東京ドーム）の社長）と同じく熱心なボクシングファンで知られ、自身は田辺ジムというボクシングジムを経営し田辺清（縁戚や姻戚は皆無）のマネジメント。
長男の田邊篤は元甲州市長、元山梨県議会議員。